# SUMKA
SUMKA est l'acronyme du Hezb-e Sosialist-e Melli-vous Kargaran-e Iran (Parti des travailleurs nationaux-socialistes d'Iran), une ancienne organisation nationaliste iranienne, inspirée du national-socialisme allemand[réf. à confirmer]. 
L'organisation est fondée en 1952 par Davud Monshizadeh, un professeur à l'Université Ludwig Maximilians de Munich. Monshizadeh a précédemment servi dans la SS[réf. nécessaire] et a été blessé au combat à Berlin[réf. souhaitée]. 
Auparavant, le nom a été utilisé de manière informelle pour désigner ceux en Iran qui ont soutenu et financé Adolf Hitler pendant la Seconde Guerre mondiale[réf. nécessaire].